# Janina Sergejewna Studilina

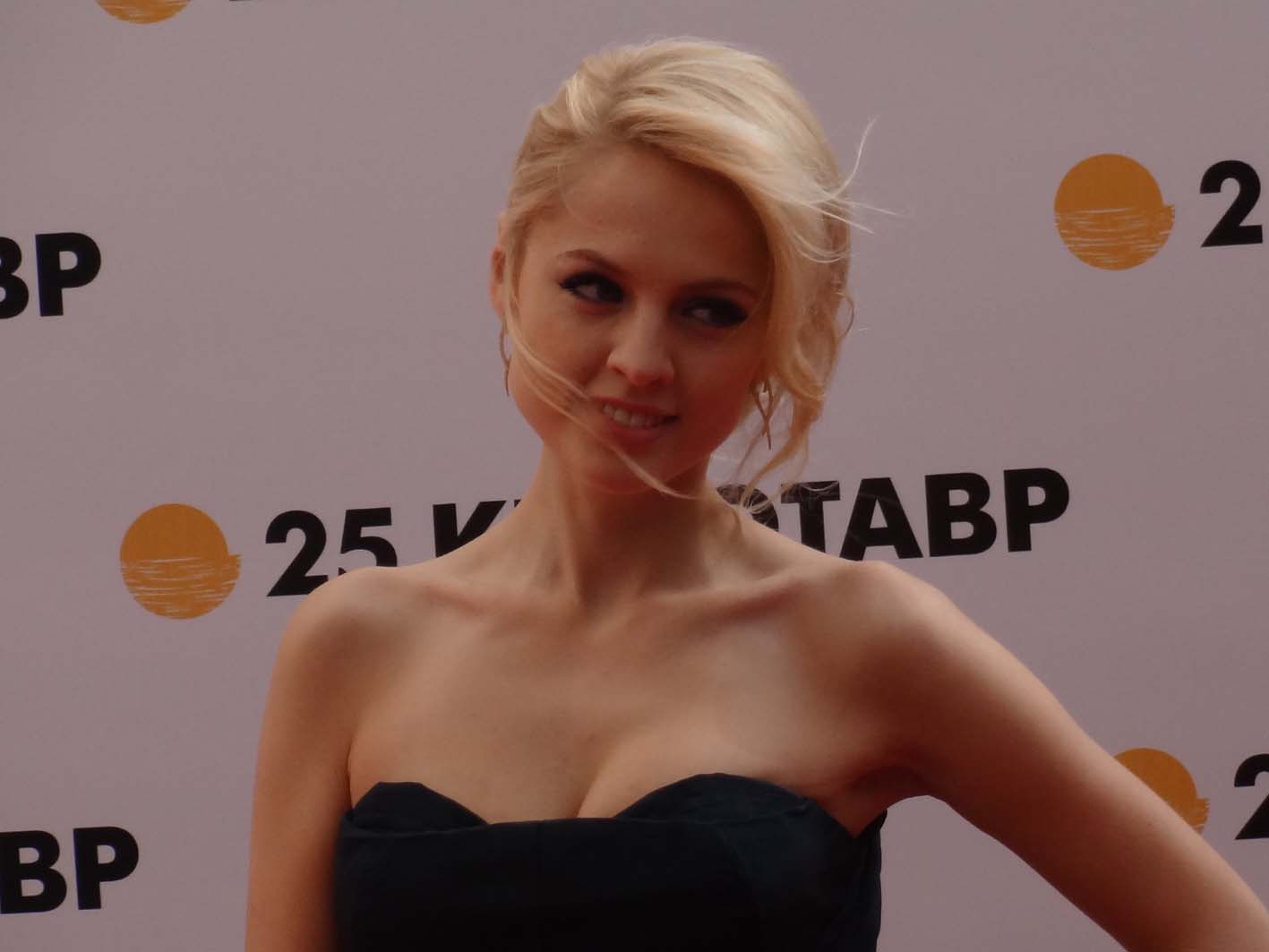
Janina Studilina beim Kinotawr Festival Sotschi

Janina Sergejewna Studilina (russisch Яни́на Серге́евна Студи́лина; * 6. August 1985 in Omsk) ist eine  russische Theater- und Filmschauspielerin, Fernsehmoderatorin und Model.

## Leben
Geboren und aufgewachsen in Omsk, besuchte sie zuerst eine örtliche Theater- und Musikschule, bevor sie im Jahre 2011 einen Abschluss am Boris-Schukin-Theater Institut Moskau erwarb. 2016 ist sie bei den russischen Fernsehsendern RU.TV und Russian Travel Guide beschäftigt. In Deutschland wurde sie 2013 durch ihre Rolle im Film Stalingrad bekannt, in dem sie an der Seite von Heiner Lauterbach die russische Zivilistin Mascha spielt.
Studilina ist mit Alexander Rodnjanski jr. verheiratet.

## Filmografie
- 2006–2007: Who's the Boss? als Mila
- 2006–2008: Happy Together as Swetas Freundin
- 2008: One Night of Love als Polina
- 2008–2010: Ranetki als Polina Zelenova
- 2009: Voronin's als Alina
- 2012: The White Guard as Anyuta
- 2013: Stalingrad als Mascha
- 2015: The Red Queen als Tata Smirnova